# Kulturpolitische Mitteilungen
kulturpolitische mitteilungen (KuMi), im Untertitel Zeitschrift für Kulturpolitik der Kulturpolitischen Gesellschaft, ist eine vierteljährlich erscheinende Zeitschrift (ISSN 0722-4591) der Kulturpolitischen Gesellschaft e. V. (Bonn), der bundesweiten Vereinigung kulturpolitisch interessierter und engagierter Menschen, gegründet 1976. Sie werden herausgegeben vom Vorstand der Kulturpolitischen Gesellschaft (Präsident Tobias J. Knoblich) und erscheinen im Verlag der Kulturpolitischen Gesellschaft (aktuell mit Heft 175 • IV/2021: Kulturwandel zur Nachhaltigkeit); Redaktionsleiter ist in der Nachfolge von Norbert Sievers Henning Mohr.

## Profil der Zeitschrift
Die kulturpolitischen mitteilungen widmen sich insbesondere aktuellen und grundsätzlichen kulturpolitischen sowie gesellschaftspolitischen Fragen. Jede Ausgabe widmet sich einem Themenschwerpunkt, etwa der Kulturpolitik & Kreativwirtschaft (Heft IV/2012 Nr. 139), den Themen Stadt.Kultur.Zukunft. In Erinnerung an Bernd Wagner (Heft III/2012 Nr. 138), Zukunft Europa – Creative Europe (Heft I/2012, Nr. 136), Studium und Arbeitsmarkt Kultur (Heft IV/2011, Nr. 135), Kulturpolitik in der digitalen Gesellschaft (Heft III/2011), Kunst als Ware // Vierzig Jahre (Heft II/2016, Nr. 153) oder Kulturimmobilien (Heft III/2016, Nr. 154).
Die meisten Rubriken erscheinen regelmäßig, manche bei Bedarf. In der Rubrik Kulturpolitik aktuell werden Thesen sowie neue Projekte und Entwicklungen zur Diskussion gestellt. Studium Kultur widmet sich Hochschulen mit kulturellen/musischen Studiengängen, Debatte greift ein aktuelles gesellschafts- bzw. kulturpolitischen Thema auf, und es wird ein Blick auf Entwicklungen in den Nachbarländern geworfen. Die Rubrik Kulturmanagement und Kulturwissenschaft berichtet über das weite Feld der Kreativwirtschaft, stellt Studien und Untersuchungen wie etwa Besucherbefragungen in kulturellen Institutionen vor. Im Wortlaut werden Dokumente oder auch Arbeitspapiere vorgestellt. Projekte – Initiativen stellt neue, wegweisende Projekte nicht nur in Deutschland vor. Einen breiten Raum nehmen neue kultur- und gesellschaftspolitische Publikationen ein. So werden in der Rubrik Rezensionen, Literaturhinweise und Bibliographie wichtige Neuerscheinungen ausführlich und kritisch rezensiert. Die Zeitschriftenschau bespricht ausführlich kulturwissenschaftliche bzw. kultur- oder gesellschaftspolitische Zeitschriftenausgaben (etwa terra cognita. Schweizer Zeitschrift zu Integration und Migration oder die Zeitschrift für Kulturwissenschaften). Ein aktueller Nachrichtenteil, der auch Veranstaltungen und insbesondere Tagungen und Kongresse mit einschließt, rundet die Berichterstattung ab. Das pinboard mit den Rubriken Kulturpolitik international, Kulturpolitik in Europa, Länderkulturpolitik, Kommunale Kulturpolitik, Literatur, Musik‚ Kunst, Kultur und Wirtschaft, Medien, Frauenkultur, Interkultur, Kulturelle Qualifizierung und Soziokultur, Preise/Ausschreibungen, und Kultur pur fasst Neuigkeiten zusammen. Somit wird der Kulturbegriff sehr weit gefasst.
Zu den Autoren zählen neben Landeskulturministern Kulturpolitiker, Kulturschaffende, Kulturmanager, Förderer der Kultur, Fachautoren und -journalisten, Leiter/Direktoren von kulturellen Institutionen oder Projekten sowie Wissenschaftler aus den Bereichen Kultur, Kunst, Gesellschaft und Soziologie. Die Mitteilungen bzw. der herausgebende Verband werden gefördert vom Ministerium für Familie, Kinder, Jugend, Kultur und Sport des Landes Nordrhein-Westfalen.
Auf der Website der Kulturpolitischen Gesellschaft e. V. können ausgewählte Beiträge als PDF-Dokumente heruntergeladen werden.

## Mitgliederrundbrief
Für Mitglieder der Kulturpolitischen Gesellschaft liegt jedem Heft der kulturpolitischen mitteilungen als Beilage der Mitgliederrundbrief bei, der schwerpunktmäßig über die Aktivitäten des Verbandes wie der elf Regional- und Landesgruppen berichtet. Daneben werden ausgewählte Aktivitäten, Projekte und Aktionen in Kurzbeiträgen vorgestellt. Personalia, die Kurzvorstellung neuer Einzelmitglieder und korporativer Mitglieder sowie eine Auflistung von Publikationen der Mitglieder runden den Mitgliederrundbrief ab.

## Beihefte derkulturpolitischen mitteilungen(KuMi)
1. Musik als Wirtschaft. Das Potential der deutschen Musik- und Veranstaltungsindustrie als Wirtschaftsfaktor und Exportartikel. Dokumentation des Internationalen Kongresses in Berlin vom 21.–23. April 2002. 2003.[1]
2. jugendkultur: kontrapunkt: e-kultur. Dokumentation einer Fachtagung des Kulturdezernates der Stadt Leipzig in Zusammenarbeit mit der Kulturpolitischen Gesellschaft e. V. vom 4.–5. Oktober 2002, erschienen 2003.
3. Braucht Europa eine Außenkultur-politik? Does Europe Need a Foreign Cultural Policy? von Kathinka Dittrich van Weringh und Ernst Schürmann. 2004.
4. Musik als Wirtschaft 2 – Das Potenzial der deutschen Musik- und Veranstaltungsindustrie als Wirtschaftsfaktor und Exportartikel. 2004.
5. Von allem zu viel und überall das Gleiche? Positionen zum Kulturinfarkt. ISSN 0722-4591

## Auflage und Vertrieb
Die rund 1.500 Mitglieder der Kulturpolitischen Gesellschaft e. V. erhalten die Zeitschrift kostenfrei. Sie erscheint in einer Auflage von rund 3.000 Exemplaren (Stand 2020) und wird für Nichtmitglieder auch im Abonnement angeboten. Einzelhefte können bei der Geschäftsstelle oder über die Internetseite bestellt werden.

## Weblink
- Kulturpolitische Mitteilungen auf der Homepage der Kulturpolitischen Gesellschaft e. V.